# Regionale raad van Mateh Asher
De regionale raad van Mateh Asher (Hebreeuws: מועצה אזורית מטה אשר) is een regionale raad in Israël.

## Gemeenschappen
Kibboetsen:
| - Adamit - Afek - Beit HaEmek - Eilon - Ein HaMifratz | - Evron - Ga'aton - Gesher HaZiv - Hanita - Kabri | - Kfar Masaryk - Lochamei HaGeta'ot - Matzuba - Rosh HaNikra - Sa'ar | - Shomrat - Yehiam - Yasur |

Mosjaven:
| - Ahihud - Amka - Ben Ami | - Bustan HaGalil - Betzet | - Liman - Nativ HaShayara - Nes Ammim | - Regba - Shavei Tzion |

Dorpen:
- Asherat
- Klil

Arabische dorpen:
- Arab al-Aramshe
- Sheikh Danun

Abu Basma · Alona · al-Batuf · Be'er Tuvia · Beit She'an Vallei · Bnei Shimon · Brenner · Bustan al-Marj · Centraal Arava · Drom HaSharon · Esjkol · Gan Raveh · Gederot · Gezer · Gilboa · Golan · Gush Etzion · Har Hebron · Hefervallei · Hevel Eilot · Hevel Modi'in · Hevel Yavne · Hof Ashkelon · Hof HaCarmel · Hof HaSharon · Jizreëlvallei · Emek HaYarden · Bik'at HaYarden · Lakhish · Lev HaSharon · Lodvallei · Lager Galilea · Ma'ale Yosef · Mateh Asher · Mateh Binyamin · Mateh Yehuda · Megiddo · Megilot · Menashe · Merhavim · Merom HaGalil · Mevo'ot HaHermon · Misgav · Nahal Sorek · Ramat HaNegev · Sha'ar HaNegev · Sdot Negev · Shafir · Shomron · Tamar · Hoger Galilea · Yoav · Zevoeloen